# Hukommelsesspændvidde
|  | Denne side er foreslået omskrevet – da en skribent har vurderet at dette emne er for snævert til at kunne bære en artikel i sig selv. Artiklen bør snarest sammenskrives med en anden artikel eller slettes. Hvis du er uenig i denne vurdering, bør du snarest sandsynliggøre på diskussionssiden, at emnet berettiger en hel artikel. |

Hukommelsesspændvidde er den udstrækning hvortil en hukommelse er i stand til at bære en række informationsdele, uanset det drejer sig om arbejds-, korttids-, langtids-, fonologisk-, semantisk- eller anden hukommelse. Normalt siges det at man kan have syv enheder ad gangen, "plus-minus to". Denne tese blev 1956 fremsat af den amerikanske psykolog G.A. Miller.